# Bland County
Bland County ist ein County im Bundesstaat Virginia der Vereinigten Staaten. Bei der Volkszählung im Jahr 2020 hatte das County 6270 Einwohner und eine Bevölkerungsdichte von 6,7 Einwohner pro Quadratkilometer. Der Verwaltungssitz (County Seat) ist Bland. Das County gehört zu den Dry Countys, was bedeutet, dass der Verkauf von Alkohol eingeschränkt oder verboten ist.

## Geographie
Bland County liegt im mittleren Südwesten von Virginia, grenzt im Norden an West Virginia und hat eine Fläche von 929 Quadratkilometern ohne nennenswerte Wasserfläche. Es grenzt im Uhrzeigersinn an folgende Countys: Giles County, Pulaski County, Wythe County, Smyth County und Tazewell County. Teile des Jefferson National Forest liegen auf dem Gebiet des Countys.

## Geschichte
Gebildet wurde es 1861 aus Teilen des Giles County, Tazewell County und des Wythe County und benannt nach Richard Blend, einem Staatsmann aus Virginia, der mehrmals in das House of Burgesses gewählt wurde und von 1774 und 1775 Delegierter des Kontinentalkongresses war.

## Demografische Daten

Alterspyramide des Bland County

Nach der Volkszählung im Jahr 2000 lebten im Bland County 6871 Menschen in 2568 Haushalten und 1908 Familien. Die Bevölkerungsdichte betrug 7 Einwohner pro Quadratkilometer. Ethnisch betrachtet setzte sich die Bevölkerung zusammen aus 94,82 Prozent Weißen, 4,19 Prozent Afroamerikanern, 0,09 Prozent amerikanischen Ureinwohnern, 0,12 Prozent Asiaten, 0,01 Prozent Bewohnern aus dem pazifischen Inselraum und 0,09 Prozent aus anderen ethnischen Gruppen; 0,68 Prozent stammten von zwei oder mehr Ethnien ab. 0,47 Prozent der Bevölkerung waren spanischer oder lateinamerikanischer Abstammung.
Von den 2568 Haushalten hatten 28,3 Prozent Kinder und Jugendliche unter 18 Jahre, die bei ihnen lebten. 62,4 Prozent waren verheiratete, zusammenlebende Paare, 8,7 Prozent waren allein erziehende Mütter, 25,7 Prozent waren keine Familien, 23,3 Prozent waren Singlehaushalte und in 10,3 Prozent lebten Menschen im Alter von 65 Jahren oder darüber. Die Durchschnittshaushaltsgröße betrug 2,43 und die durchschnittliche Familiengröße lag bei 2,85 Personen.
Auf das gesamte County bezogen setzte sich die Bevölkerung zusammen aus 19,4 Prozent Einwohnern unter 18 Jahren, 7,6 Prozent zwischen 18 und 24 Jahren, 30,6 Prozent zwischen 25 und 44 Jahren, 27,9 Prozent zwischen 45 und 64 Jahren und 14,5 Prozent waren 65 Jahre alt oder darüber. Das Durchschnittsalter betrug 40 Jahre. Auf 100 weibliche Personen kamen 119,9 männliche Personen. Auf 100 Frauen im Alter von 18 Jahren oder darüber kamen statistisch 121,9 Männer.

Das jährliche Durchschnittseinkommen eines Haushalts betrug 30.397 USD, das Durchschnittseinkommen der Familien betrug 35.765 USD. Männer hatten ein Durchschnittseinkommen von 30.801 USD, Frauen 23.380 USD. Das Prokopfeinkommen betrug 17.744 USD. 12,4 Prozent der Bevölkerung und 9,1 Prozent der Familien lebten unterhalb der Armutsgrenze. Davon waren 14,2 Prozent Kinder oder Jugendliche unter 18 Jahre und 22,6 Prozent waren Menschen über 65 Jahre.